# Traffic Message Channel
Traffic Message Channel (TMC) är en teknik för att sända textbaserad trafikinformation via RDS. Systemet baseras på numrerade geografiska referenspunkter i kombination med text och tidsuppgifter och avser vanligen trafikolyckor, vägarbeten och vägväder. För att kunna ta emot dessa meddelande behövs en bilradio eller en GPS-mottagare som stödjer RDS-TMC. En GPS-mottagare kan vanligen beakta TMC-informationen i sin ruttplanering och föreslå andra vägar än normalt om så är fördelaktigt. I Sverige finns två RDS-TMC-leverantörer, Trafikverket och Mediamobile Nordic. Trafikverket sänder Bastjänsten RDS-TMC, det vill säga rikstäckande händelser. Mediamobile sänder RDS-TMC Premium, som prioriterar köer och annan trafikinformation. För RDS-TMC Premium har tillverkaren av GPS-mottagare vanligen förbetalt en livstidslicens till tjänsteleverantören.

### Webbkällor
- Frågor och svar om RDS-TMC
- TMC - just nu - karta